# Championnats du monde de cyclo-cross 1994
Navigation
Édition précédente Édition suivante
Les championnats du monde de cyclo-cross 1994 ont lieu le 30 janvier 1994 à Coxyde en Belgique. Deux épreuves masculines sont au programme. Le championnat du monde amateurs n'est plus au programme des mondiaux.

## Podiums
| Épreuves | Or                | Argent              | Bronze          |
| -------- | ----------------- | ------------------- | --------------- |
| Élites   | Paul Herijgers    | Richard Groenendaal | Erwin Vervecken |
| Juniors  | Gretienus Gommers | Kamil Ausbuher      | Ben Berden      |

## Résultats

### Classement des élites
| Pos. | Cycliste            | Pays     | Temps           |
| ---- | ------------------- | -------- | --------------- |
|      | Paul Herijgers      | Belgique | 1 h 00 min 38 s |
|      | Richard Groenendaal | Pays-Bas | + 0:08          |
|      | Erwin Vervecken     | Belgique | + 0:39          |
| 4    | Daniele Pontoni     | Italie   | + 0:50          |
| 5    | Adrie van der Poel  | Pays-Bas | + 1:12          |
| 6    | Cyril Bonnand       | France   | + 1:25          |
| 7    | Thomas Frischknecht | Suisse   | + 1:32          |
| 8    | Marc Janssens       | Belgique | + 1:36          |
| 9    | Radomír Šimůnek     | Tchéquie | + 1:37          |
| 10   | Danny De Bie        | Belgique | + 1:41          |

### Classement des juniors
| Pos. | Cycliste          | Pays      | Temps       |
| ---- | ----------------- | --------- | ----------- |
|      | Gretienus Gommers | Pays-Bas  | 39 min 48 s |
|      | Kamil Ausbuher    | Tchéquie  | + 0:24      |
|      | Ben Berden        | Belgique  | + 1:00      |
| 4    | Sven Nijs         | Belgique  | + 1:24      |
| 5    | David Süsemilch   | Tchéquie  | + 1:27      |
| 6    | David Willemsens  | Belgique  | + 1:40      |
| 7    | Martin Elsnic     | Tchéquie  | + 1:57      |
| 8    | Miguel Martinez   | France    | + 2:15      |
| 9    | Urs Steinmann     | Allemagne | + 2:16      |
| 10   | Beat Blum         | Suisse    | + 2:17      |

## Tableau des médailles
| Rang | Nation   | Or | Argent | Bronze | Total |
| ---- | -------- | -- | ------ | ------ | ----- |
| 1    | Pays-Bas | 1  | 1      | 0      | 2     |
| 1    | Belgique | 1  | 0      | 2      | 3     |
| 3    | Tchéquie | 0  | 1      | 0      | 1     |